# Griot (comida)
El griot (en francés: griot ; en criollo haitiano: griyo ) es un plato de la cocina haitiana. Consiste en paleta de cerdo marinada en cítricos, que se estofa y luego se fríe. Se sirve comúnmente en fiestas. El griot, junto con el diri ak pwa wouj (frijoles rojos y arroz), es considerado por algunos como el "plato nacional" de Haití.

## Etimología
Griot también puede escribirse griyo o grillots.

## Preparación
El griot se suele hacer con paleta de cerdo. Primero se lava la carne y luego se pone en una mezcla de jugos cítricos para agregarle sabor. Después de remojarla en los jugos cítricos, la carne se marina en epis, que es una mezcla de hierbas, verduras y especias haitianas. A continuación, la carne se estofa o se asa hasta que esté tierna. El líquido de cocción resultante se utiliza en la preparación de una salsa de acompañamiento, conocida como sòs ti-malis. Finalmente, la carne se fríe hasta que esté dorada y crujiente. El griot casi siempre se sirve con pikliz, así como con arroz o bannann peze.